# Calyptrochaeta brassii
Calyptrochaeta brassii là một loài rêu trong họ Daltoniaceae. Loài này được E.B. Bartram Streimann mô tả khoa học đầu tiên năm 2000.